# Al-Waylī
Al-Waylī es un distrito de la gobernación de El Cairo, Egipto. En julio de 2017 tenía una población estimada de 79 548 habitantes.
Se encuentra ubicado en el centro-norte del país, cerca de la ribera oriental del río Nilo.